# Kapliczka przy Źródle św. Kingi na Ujeździe
Kapliczka przy Źródle św. Kingi na Ujeździe – kapliczka w miejscowości Ujazd w województwie małopolskim, w powiecie bocheńskim, w gminie Trzciana.
Kapliczki są częstym elementem krajobrazu w Polsce. Stawiano je przy drogach, często na skrzyżowaniach dróg, w miejscach objawień religijnych lub ważnych dla społeczności lokalnej wydarzeń, w miejscach po zniszczonych świątyniach, także by uczcić jakieś ważne wydarzenie, czy potwierdzić swoje religijne zaangażowanie. Murowana, domkowa kapliczka na Ujeździe znajduje się na polach poniżej fermy drobiu.
Historię kapliczki opisała Zofia Wiśniewska w książce „Baśnie i legendy znad Sanki”. Według podań św. Kinga by odwiedzić rodziców, odbyła podróż do Węgier. Podczas powrotnej drogi zatrzymała się w Ujeździe. Przechadzając się pod dębami odczuła wielkie pragnienie. Usiadła na ziemi i dotykając jej dłonią odczuła wilgoć. W miejscu tym wytrysnęło źródło, z którego zaczerpnęła wody. Źródło to istnieje do dzisiaj i nazywa się Źródłem św. Kingi, a wypływająca z niego woda tworzy niewielki potok uchodzący do Rdzawki płynącej przez sąsiednią wieś Rdzawa.
Obok źródła postawiono drewnianą kapliczkę, którą opiekował się pobliski dwór w Zbydniowie. Z czasem jednak kapliczka uległa zniszczeniu. W latach 70. XX wieku Anna Kącka, właścicielka terenu postanowiła wybudować nową, murowaną kapliczkę. Ówczesna, komunistyczna władza usiłowała jej w tym przeszkodzić, dopięła jednak swego. Po 2010 r. wskutek silnej ulewy teren wokół kapliczki został zamulony, a kapliczka zagrożona. Staraniem mieszkańców wsi kapliczkę gruntownie odremontowano i zagospodarowano teren wokół niej. Znajdujące się przy niej źródło św. Kingi obudowano kamieniem, postawiono gablotę z figurką Matki Bożej i ławki. Przy kapliczce odprawiane są majówki, strażacy z OSP odprawiają tutaj święto z okazji św. Floriana, do źródełka przychodzą mieszkańcy Ujazdu i sąsiednich wsi.
Na frontowej ścianie kapliczki zamontowano krzyż pochodzący z nieistniejącej już szkoły w Ujeździe. Znajdującą się w kapliczce figurkę św. Kingi poddano renowacji, przy okazji której znaleziono w jej wnętrzu informację o autorze rzeźby informacją o powstaniu rzeźby. Wyrzeźbił ją Franciszek Jaratek w 1873 roku, prawdopodobnie dla kościoła św. Małgorzaty w Trzcianie.

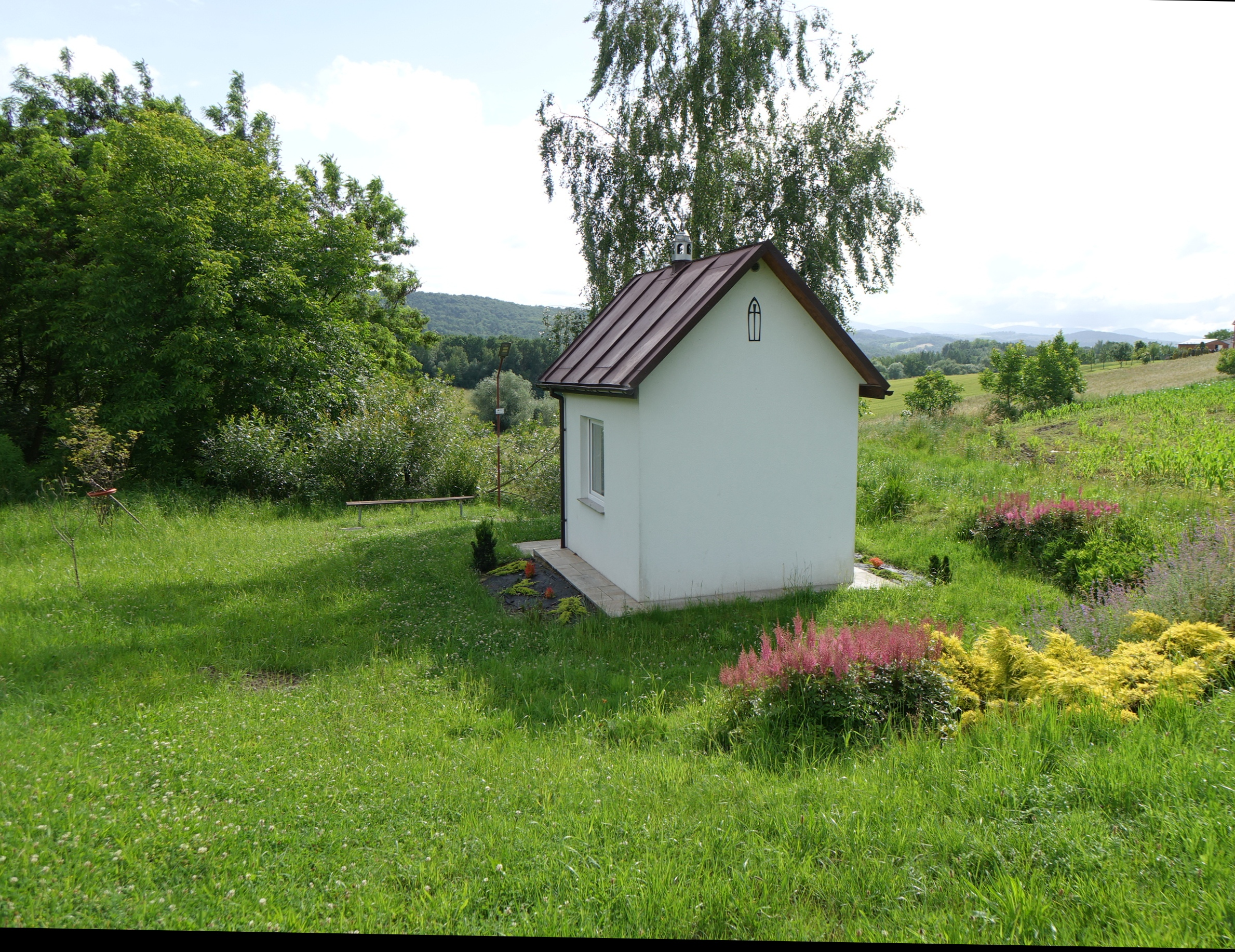
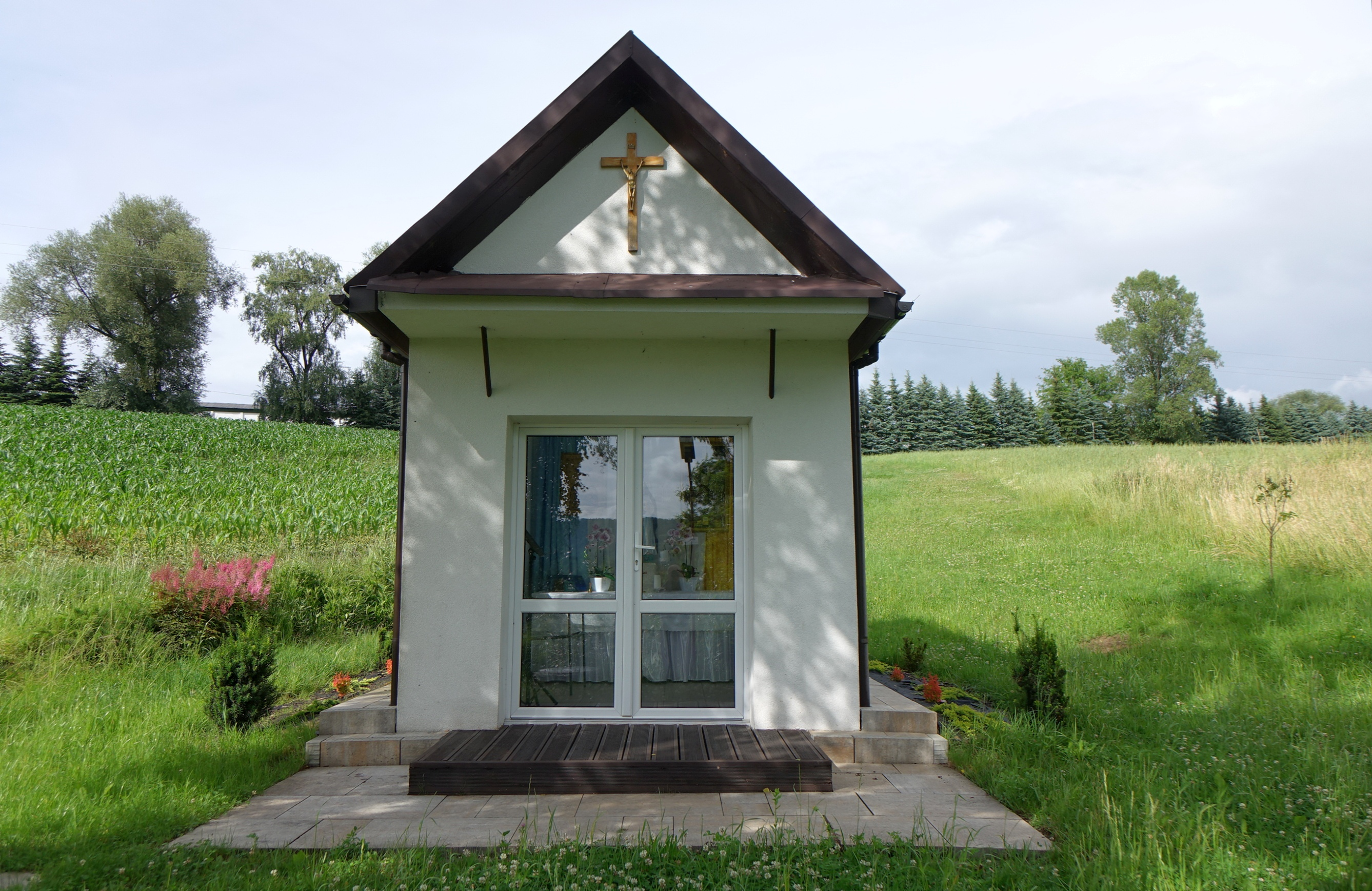
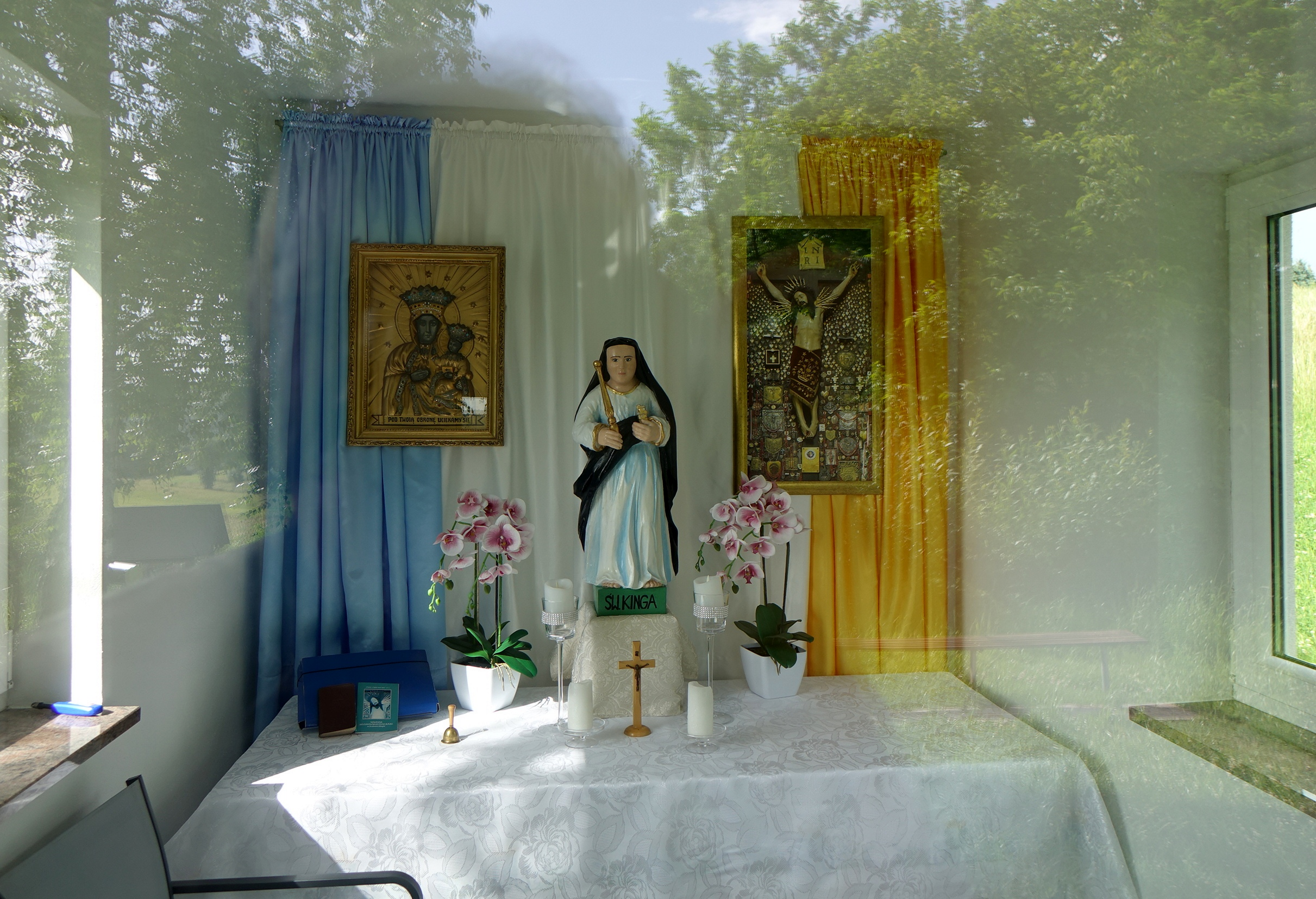
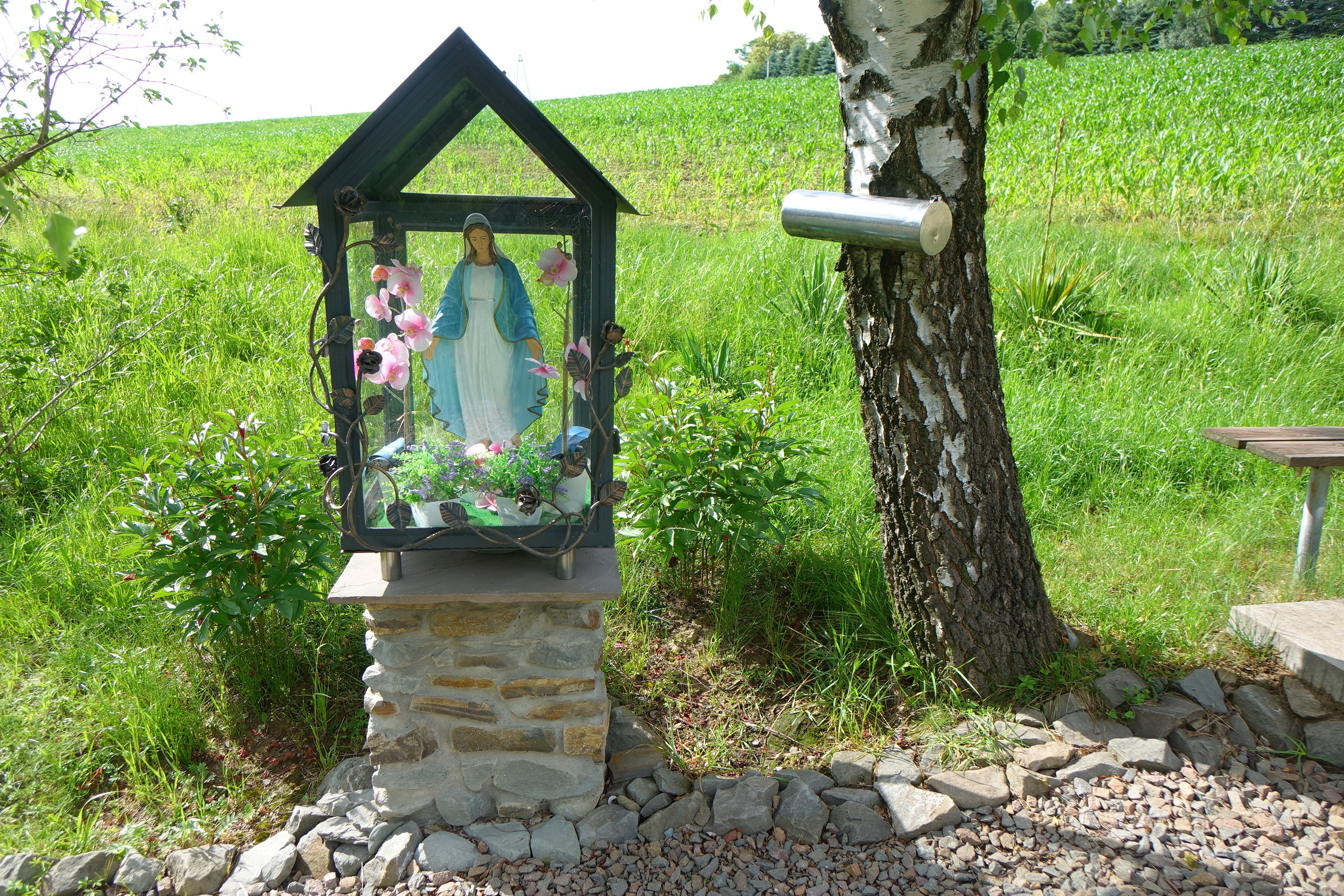
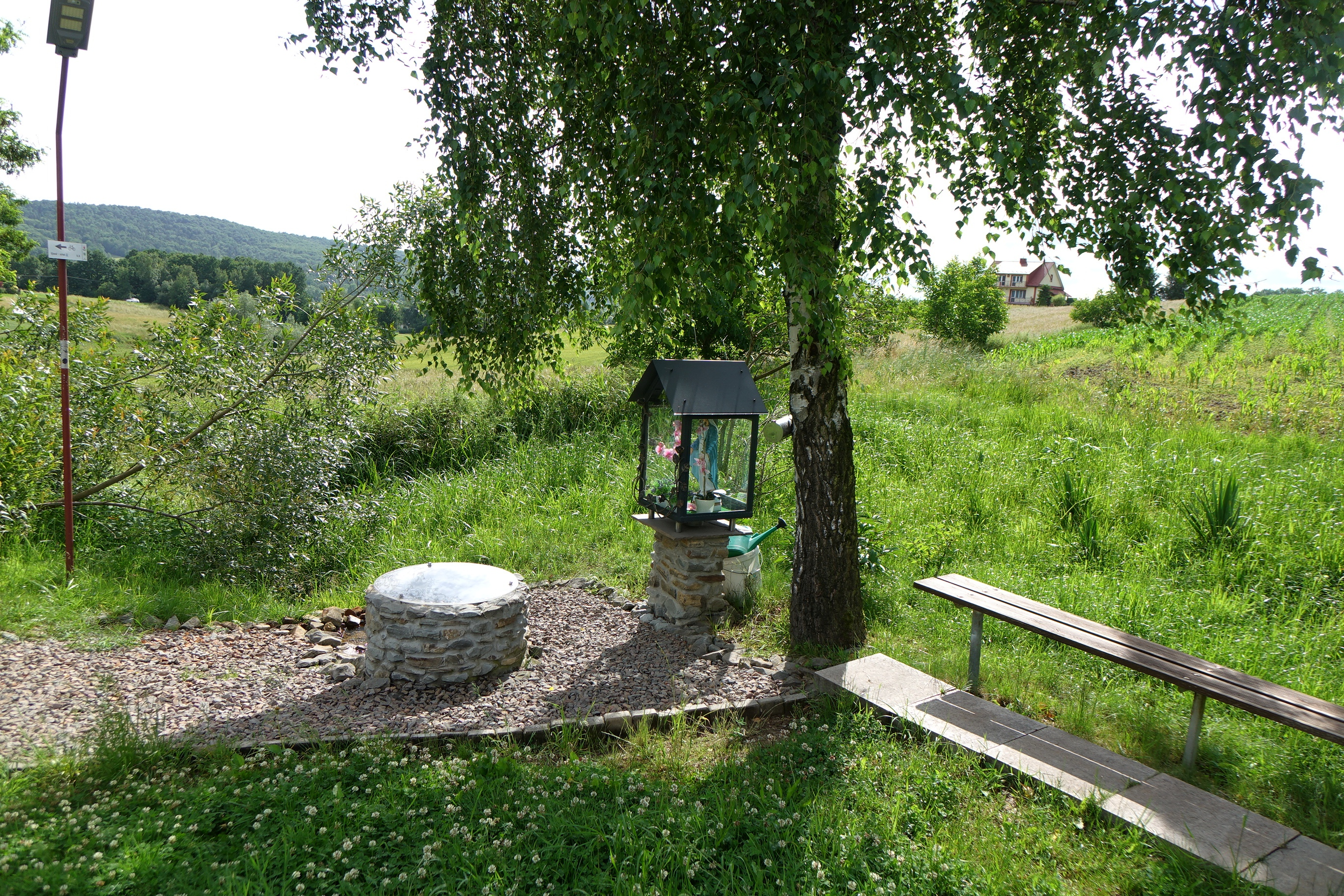